# Wilhelm Müller (Mediziner, 1855)

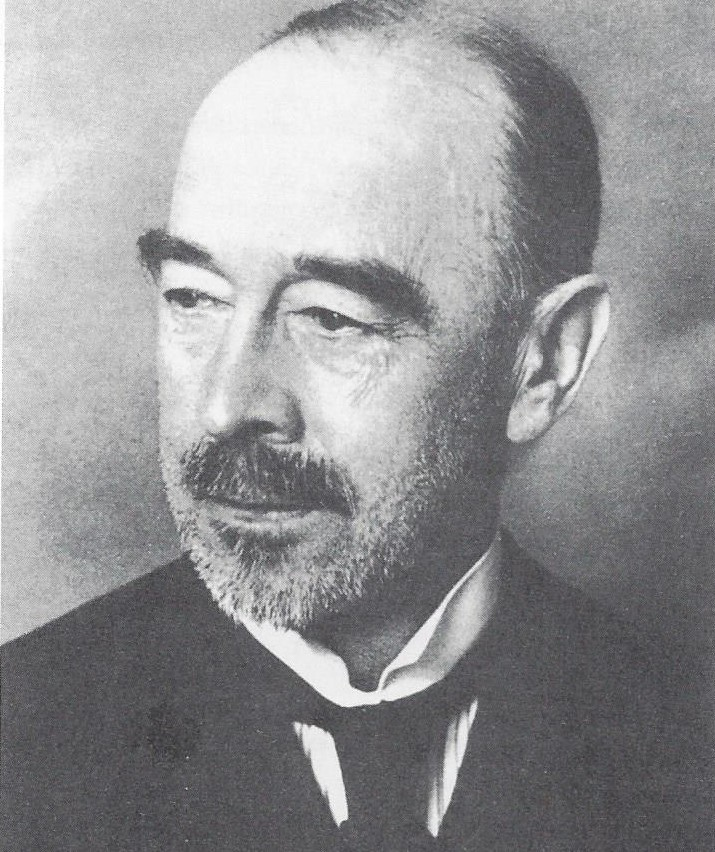
Wilhelm Müller

Wilhelm Müller (* 22. Juni 1855 auf der Hacienda del Mirador bei Huatusco, Bundesstaat Veracruz, Mexiko; † 28. Juni 1937 in Weimar) war ein deutscher Chirurg und Hochschullehrer in Aachen und Rostock.

## Leben
Müllers Eltern waren der Arzt Wilhelm Müller (1824–1870) und dessen Frau Pauline Bernhardine de la Luz Sartorius (1835–1900), eine Tochter von Christian Sartorius.
Müller besuchte das Gymnasium Philippinum Weilburg. Nach dem Abitur studierte er ab 1873 Medizin an der Ruprecht-Karls-Universität Heidelberg, der Universität Leipzig, der Julius-Maximilians-Universität Würzburg und der Georg-August-Universität Göttingen. Wohl in zwei Hälften diente er 1875/76 und 1879/80 (nach dem Staatsexamen) als Einjährig-Freiwilliger. 1879 wurde er in Göttingen zum Dr. med. promoviert. Die Grundlagen der ärztlichen Ausbildung legte er 1878–1880 in der Pathologie und der Inneren Medizin in Göttingen. 1881 ging er in die Chirurgie, in der er sich 1884 habilitierte. Als Privatdozent der Universität Göttingen übernahm er im Dreikaiserjahr die Leitung einer Privatklinik in Aachen. 1889 wurde er auch leitender Arzt der Chirurgischen Abteilung des Luisenhospitals Aachen. Ab 1900 wurde er dort zum Titularprofessor ernannt.
1901 folgte er dem Ruf der Universität Rostock auf ihren Lehrstuhl für Chirurgie. 1905/06 und 1913/14 war er Dekan der Medizinischen Fakultät, 1913/14 auch Mitdirektor des Universitätsklinikum Rostock. 1909 gehörte er zu den Gründern der Vereinigung Nordwestdeutscher Chirurgen. 1910, 1912, 1920 und 1924 leitete er ihre 5., 11., 19. und 28. Tagung. Zwischenzeitlich wurde er 1914 zum Präsidenten der Deutschen Gesellschaft für Chirurgie gewählt. Über den ganzen Ersten Weltkrieg diente er als Generalarzt und beratender Chirurg. Anton von Eiselsberg besuchte ihn an der Ostfront. Nach 27 Dienstjahren wurde er 1928 emeritiert.
Müller heiratete 1888 Agnes, geborene von Estorff (1860–1942), die einzige Tochter von Georg Otto Carl von Estorff. Die Tochter Hedwig heiratete den Chirurgen Egbert Schwarz.

## Ehrungen
- Geheimer Medizinalrat (1913)
- Ehrenmitglied der Deutschen Gesellschaft für Chirurgie (1926)